# Landgericht Hannover

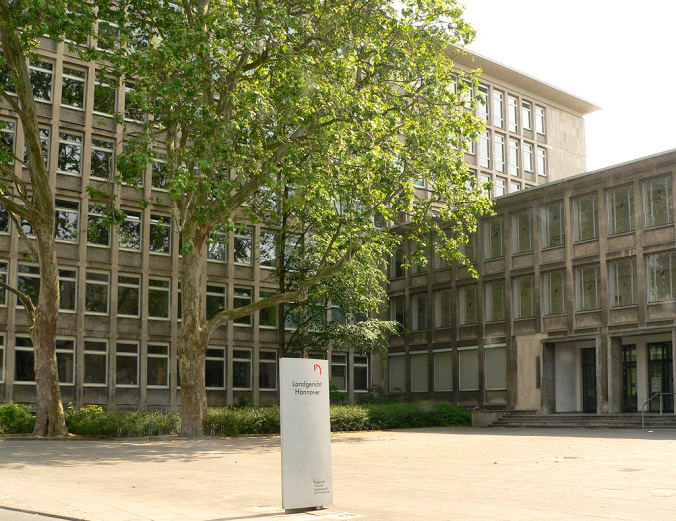
Heutiger Eingang an der Berliner Allee (2008)

Früheres „Justizpalais“, im Vordergrund der Raschplatz (um 1890)

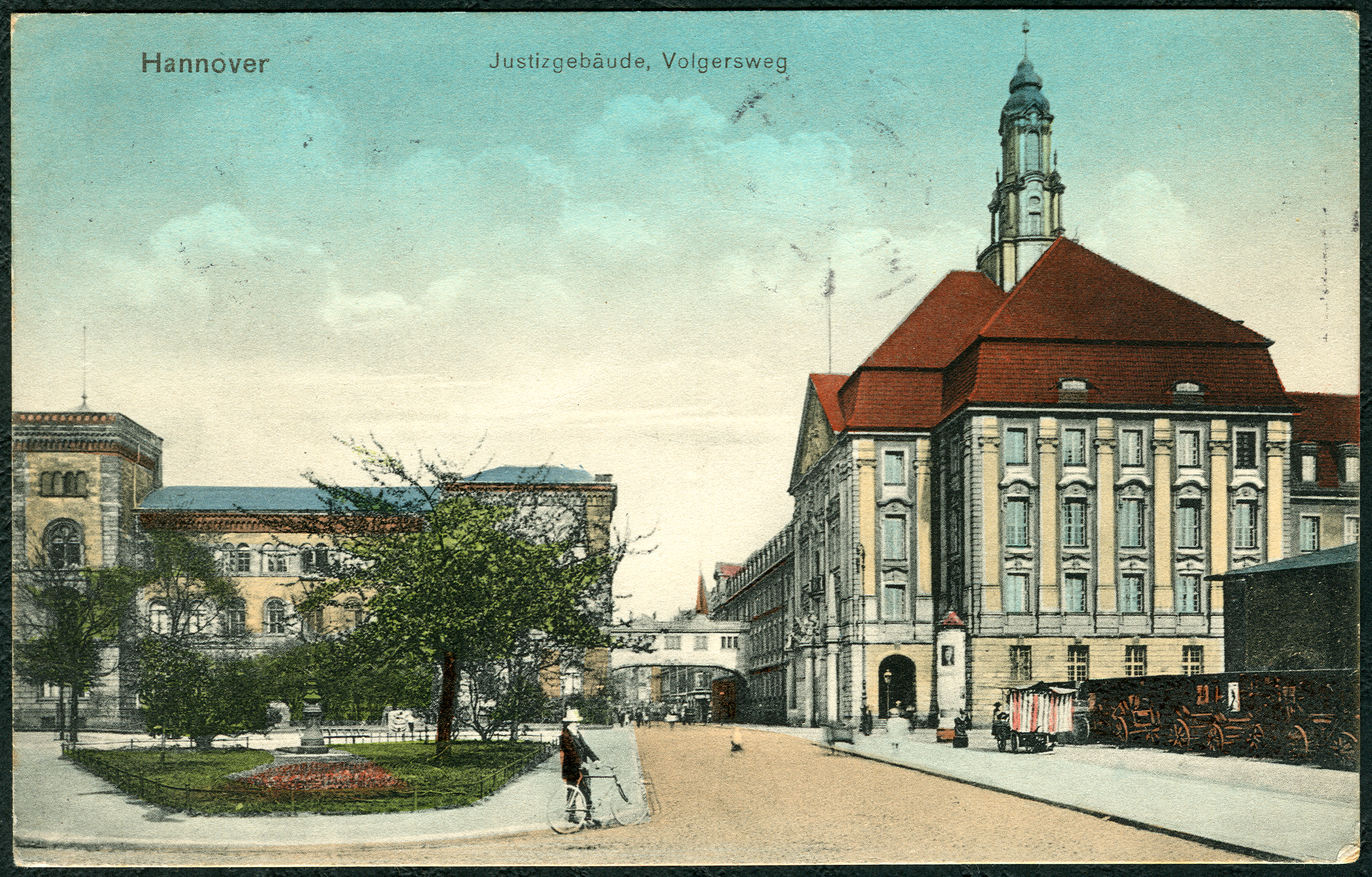
Blick um 1900 auf das Vorläufer-Gebäude am Volgersweg (links im Bild)

Das Landgericht Hannover ist neben den Landgerichten Bückeburg, Hildesheim, Lüneburg, Stade und Verden eines von sechs Landgerichten im Bezirk des Oberlandesgerichts Celle. Es hat seinen Sitz in Hannover. Es ist das größte der Landgerichte im OLG-Bezirk. Tätig sind dort ca. 220 Beschäftigte, darunter 89 Richter (Stand Januar 2017).

## Organisation
Zum Bezirk des Landgerichts Hannover gehören die Amtsgerichte in Burgwedel, Hameln, Hannover, Neustadt am Rübenberge, Springe und Wennigsen. Übergeordnetes Gericht ist das Oberlandesgericht Celle.
Präsident des Landgerichts ist Ralph Guise-Rübe. Es wurden 25 Zivilkammern, davon sieben Kammern für Handelssachen, zwölf große Strafkammern, sieben kleine Strafkammern, davon vier Jugendkammern sowie vier Strafvollstreckungskammern und drei Kammern für Bußgeldsachen gebildet. Die jeweiligen Zuständigkeiten der einzelnen Kammern und deren Besetzung ergeben sich aus den geltenden Geschäftsverteilungsplänen.
Das Landgericht Hannover ist für mehrere Arten von Rechtsstreitigkeiten ausschließlich zuständig für ganz Niedersachsen, z. B. für Kartellverfahren (Kartellverträge und Kartellbeschlüsse, Artikel 81 oder 82 des Vertrages zur Gründung der Europäischen Gemeinschaft), Wettbewerbssachen und Verfahren nach § 102 des Energiewirtschaftsgesetzes (§ 7 Verordnung zur Regelung von Zuständigkeiten in der Gerichtsbarkeit und der Justizverwaltung – ZustVO-Justiz).

## Geschichte
Am 1. Oktober 1852 wurde das neu gegründete Obergericht Hannover als eines von zwölf Obergerichten im damaligen Königreich Hannover eröffnet. Im Zuge des neuen Gerichtsverfassungsgesetzes wurde aus dem Obergericht 1879 das Landgericht Hannover. Der Bezirk des Landgerichts bestand aus der Stadt Hannover, den Kreisen Hameln, Hannover, Rinteln und Wennigsen sowie einen Teil des Landkreises Celle und das Fürstentum Pyrmont. Im Landgerichtsbezirk wohnten 1888 zusammen 340.111 Personen. Dem Gericht war eine Kammer für Handelssachen mit vier Handelsrichtern angegliedert. Am Gericht waren ein Präsident, vier Direktoren und 18 Richter beschäftigt. Am Amtsgericht Celle war eine Strafkammer eingerichtet. Dem Landgericht waren 16 Amtsgerichte zugeordnet. Dies waren die Amtsgerichte Burgwedel, Calenberg, Coppenbrügge, Hameln, Hannover, Lauenstein, Münder, Neustadt  am  Rübenberge, Obernkirchen, Oldendorf, Polle, Pyrmont, Rinteln, Rodenberg, Springe und Wennigsen.

## Gebäude
In der Eingangshalle des Gebäudes, erbaut in den 1950er Jahren, befindet sich das 1957/1958 von Kurt Lehmann geschaffene Wandrelief aus Kirchheimer Muschelkalkplatten Moses und die Gesetzestafel. Im Gebäude des Landgerichts befindet sich die Bibliothek des Landgerichts Hannover als juristische Fachbibliothek mit rund 50.000 Medieneinheiten, darunter u. a. über 100 lfd. gehaltene Zeitschriften und Amtsblätter und 90 lfd. Loseblatt-Sammlungen. Die Bibliothek kann von Mitarbeitern der Justizbehörden Hannovers, Rechtsanwälten, Bediensteten anderer Behörden, Studierenden und juristisch Interessierten genutzt werden.

## Richter
- Georg Hirschberg (Landrichter 1914 bis 1912)